# Galerie d'Orléans
La galerie d'Orléans est une voie située dans le quartier du Palais-Royal du 1er arrondissement de Paris, en France.

## Situation et accès
Il s'agit en réalité de l'une des cours que comporte le Palais-Royal, après avoir été pendant un siècle l'une de ses galeries.
Elle est encadrée par la galerie du Jardin au nord, la galerie des Proues à l'est, la galerie de la Cour-d'Honneur au sud et la galerie de Chartres à l'ouest.

## Origine du nom
Elle porte le nom du duc d'Orléans, qui régna ensuite sous le nom de Louis-Philippe, qui commanda les travaux de cette galerie.

## Historique

### La galerie de Bois (ou camp des Tartares)
Lorsque le Palais-Royal est loti, le quatrième côté du quadrilatère devait être fermé par une dernière aile séparant la cour du palais des jardins. Mais les crédits manquent et le projet est reporté.
En 1786, est construit provisoirement un vaste hangar de planches de 2 250 m2. Cet ancêtre des passages couverts est composée de deux galeries bordées de quatre rangées de boutiques. Les galeries sont éclairées des fenêtres ouvertes sous le débord de la toiture.
Elle est nommée galerie de Bois ou camp des Tartares. L'ensemble est démoli en 1828.

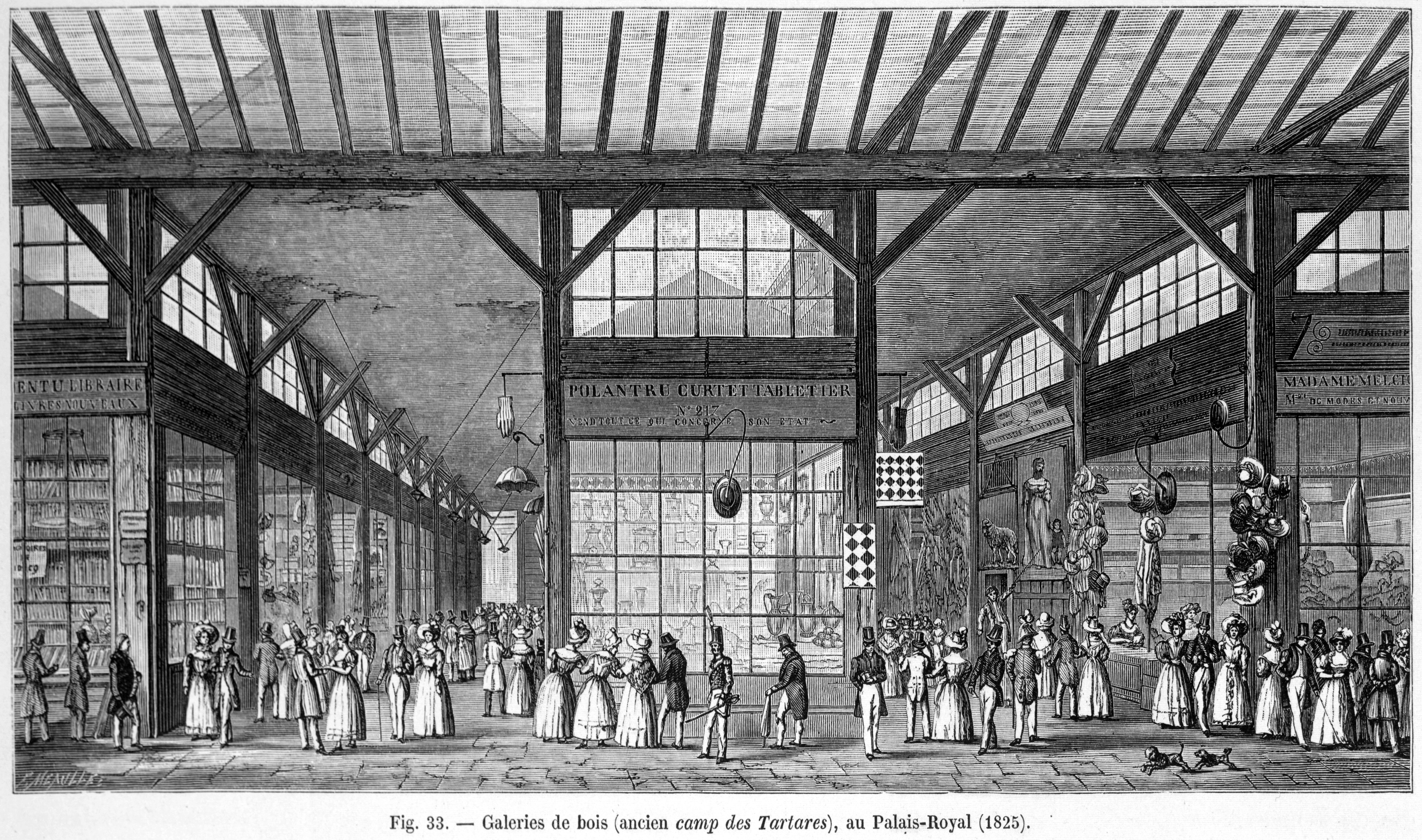
La galerie en 1825.
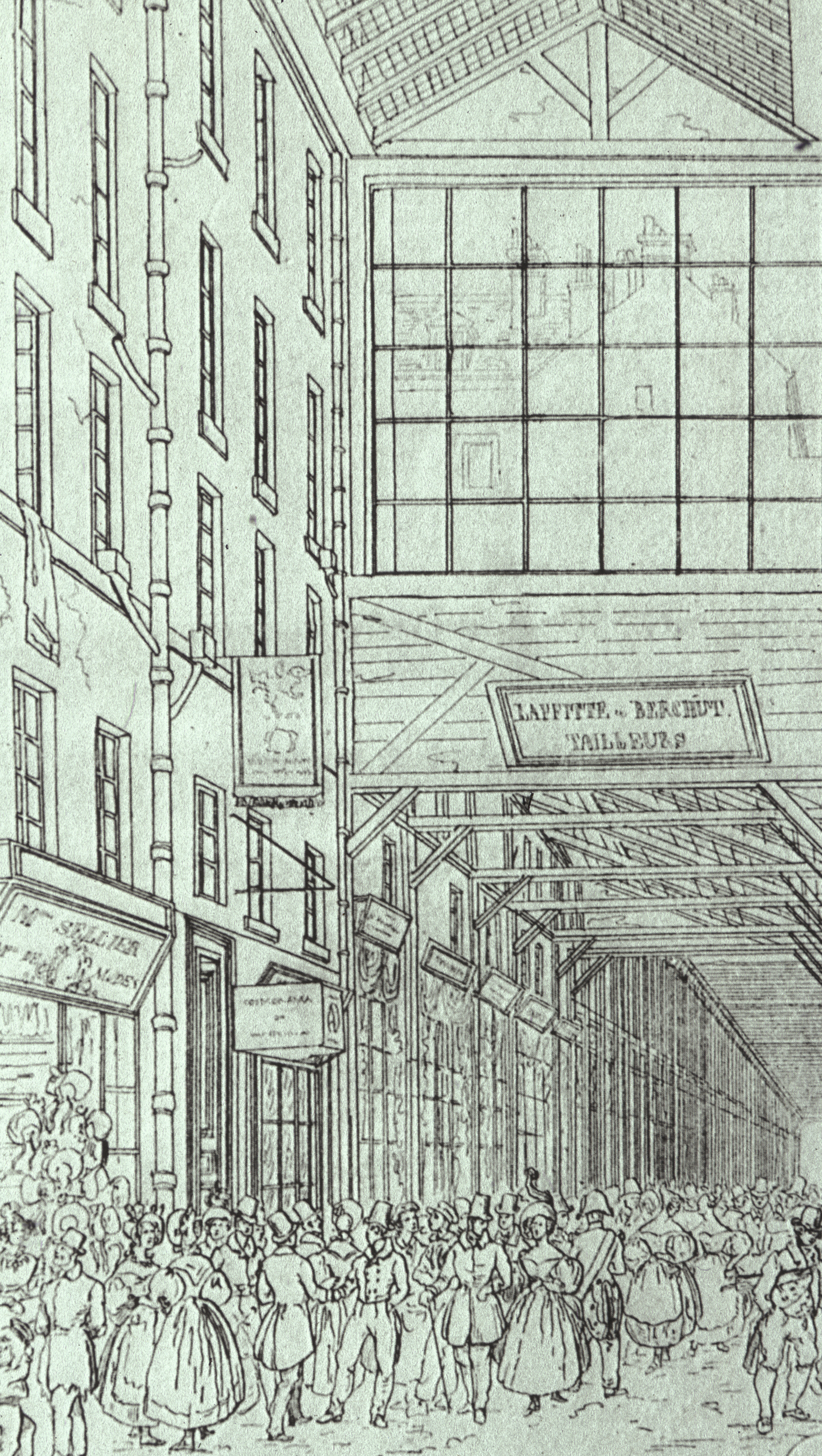
La galerie vers 1828.

### La galerie d'Orléans, passage couvert
Cette voie a été établie entre 1829 et 1831 en remplacement de la galerie de bois. Elle est construite par les architectes Charles Percier et Pierre Fontaine.
Elle présentait côté cour et côté jardin une ordonnance uniforme de colonnes doriques supportant une plate-bande horizontale, formant ainsi deux promenades couvertes. La partie centrale était occupée par une verrière combinant le fer et le verre d'une longueur de 70 m pour une portée de 8,50 m. Les quarante nouvelles boutiques avaient une vitrine sur le passage et une ouvrant sur l'extérieur. C’était la plus large et la plus lumineuse des galeries commerciales de l’époque.

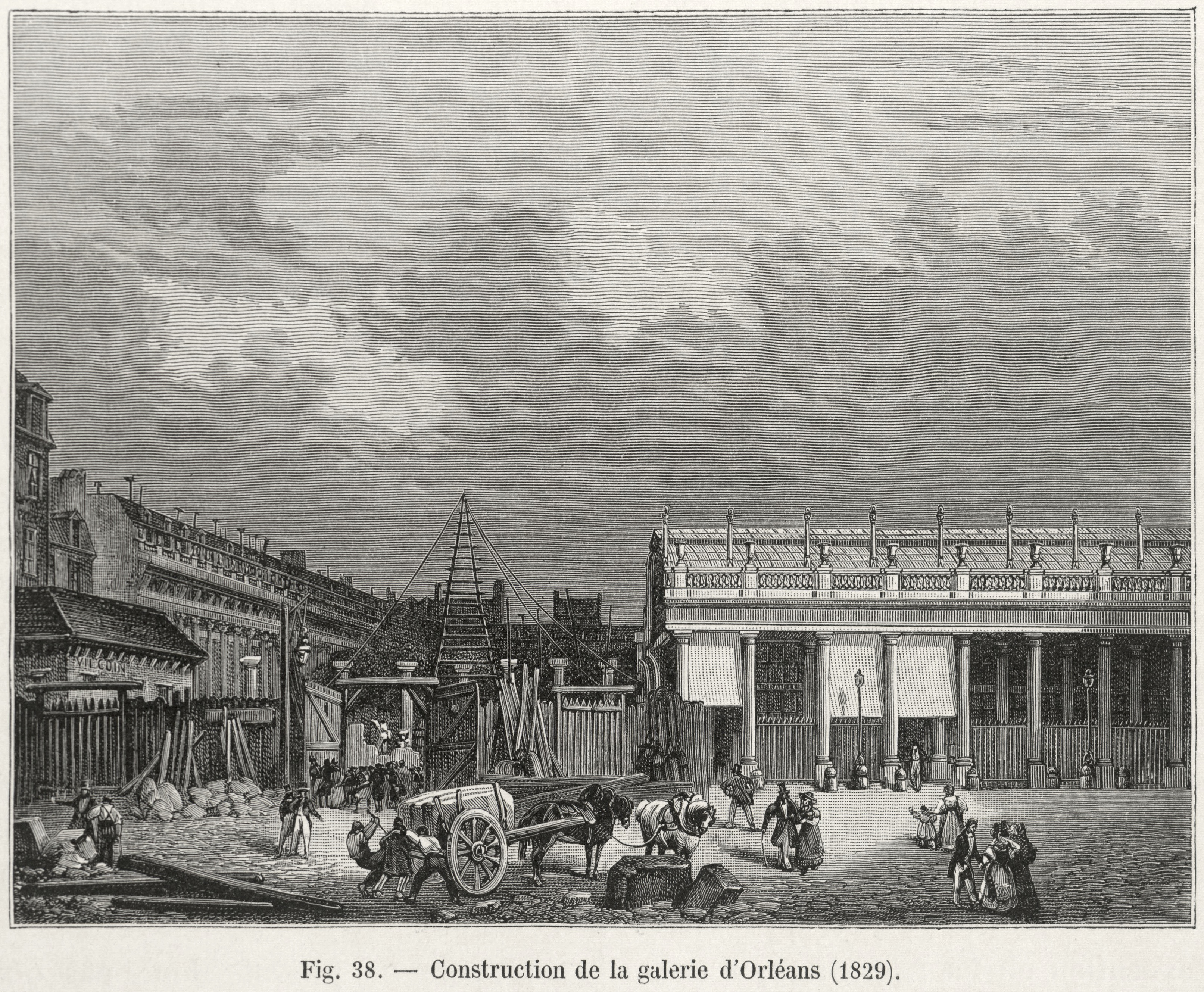
Construction de la galerie d'Orléans (1829).
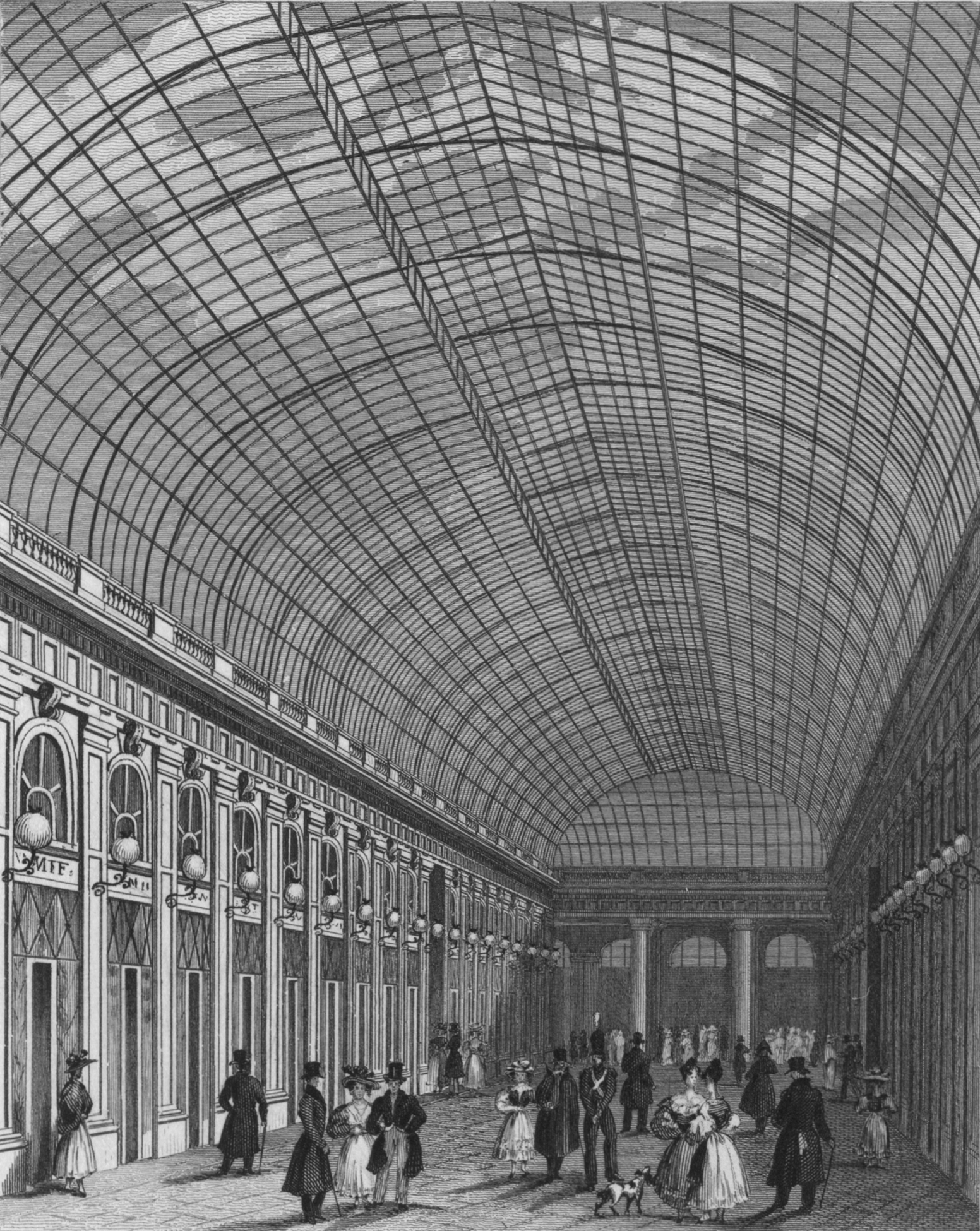
La galerie en 1840

### La galerie d'Orléans, cour
Vers 1900, l'Office central des Colonies s'installe dans la galerie d’Orléans sans la modifier. 
La verrière qui la recouvrait fut enlevée en 1935 et lui donne désormais l'aspect d'une cour.
En 1985, sont installées les fontaines de Pol Bury.
En 2012, en raison d'importants travaux dans le bâtiment de la Comédie-Française et dans la salle Richelieu, une structure temporaire baptisée « théâtre Éphémère » est insérée dans la galerie d'Orléans. Il s'agit d'un théâtre de bois de 750 places conçu par Alain-Charles Perrot, architecte en chef des monuments historiques. Inauguré le 11 janvier 2012, il est resté en activité jusqu'en mars 2013.